# Machtiging tot voorlopig verblijf
Een machtiging tot voorlopig verblijf (MVV) is een inreisvisum voor vestiging in Nederland. Het is een visum (categorie D), geldig voor meervoudig entree in Nederland, maar ook geldig voor andere Schengenlanden.
De MVV wordt aangevraagd bij de Nederlandse ambassade in het land van vestiging, die hiervoor advies vraagt aan de IND. Bij een positief advies van de IND wordt het visum in het algemeen verstrekt. De procedure duurt circa 3 maanden.
Tot 30 mei 2013 was het mogelijk eerst gratis advies aan de IND te vragen, voordat het visum wordt aangevraagd. Dit advies moest dan wel door een Nederlandse sponsor/referent (partner, bedrijf, universiteit) worden gedaan. Tegen een negatief advies van de IND was geen bezwaar of beroep mogelijk. Met de inwerkingtreding van de Wet modern migratiebeleid en de Wet nationale visa verviel deze gratis procedure MVV-adviesaanvraag. Vanaf 1 juni kan men als referent de Toegang- en Verblijfsprocedure (TEV) starten om zo zowel de MVV als de verblijfsvergunning in één keer te regelen.
De belangrijkste verblijfsdoelen waarvoor een MVV wordt aangevraagd zijn
- werken in Nederland (vaak is hiervoor ook een werkvergunning nodig)
- studeren in Nederland[2]
- wonen in Nederland met een Nederlandse partner ("gezinsvorming" of "gezinshereniging")

Na aankomst in Nederland moet de immigrant zich binnen drie werkdagen bij de gemeente inschrijven in de gemeentelijke basisadministratie (GBA), of hiervoor een afspraak gemaakt hebben. Op dat moment wordt tevens een verblijfsvergunning aangevraagd (VVR, vergunning tot verblijf, regulier). De regels voor het verkrijgen van een MVV zijn vastgelegd in de Vreemdelingenwet 2000, het vreemdelingenbesluit en de vreemdelingencirculaire.
Burgers van de EER en enkele andere landen (onder andere Japan en de Verenigde Staten) hebben geen MVV nodig om zich in Nederland te vestigen. Zij hoeven zich alleen in bepaalde gevallen aan te melden bij de gemeente.